# Atomaria fuscata
Atomaria fuscata is een keversoort uit de familie harige schimmelkevers (Cryptophagidae). De wetenschappelijke naam van de soort werd in 1808 gepubliceerd door Carl Johan Schönherr.